# Surinaamse parlementsverkiezingen 1882
De Surinaamse parlementsverkiezingen in 1882 vonden plaats in maart en april van dat jaar. 
Er konden drie leden voor de Koloniale Staten gekozen worden in verband met het periodiek aftreden van H. Barnett, A.J. da Costa en A. d'Angremond.
| Kandidaat                                             | Stemmen in de eerste ronde | Stemmen in de tweede ronde | resultaat |
| ----------------------------------------------------- | -------------------------- | -------------------------- | --------- |
| H. Barnett                                            | 85                         | -                          | gekozen   |
| A.H. de Granada                                       | 80                         | -                          | gekozen   |
| F.W. Westerouen van Meeteren                          | 72                         | 88                         | x         |
| A.J. da Costa                                         | 60                         | 88                         | gekozen   |
| W.A. van Emden                                        | 44                         | -                          | x         |
| E.A. Cabell                                           | 38                         | -                          | x         |
| ruim twintig andere personen met minder dan 5 stemmen |                            |                            |           |

Bij deze verkiezingen mochten alleen mannen die aan bepaalde voorwaarden voldeden (censuskiesrecht) stemmen. Bij de eerste ronde waren er 145 geldig uitgebrachte stembiljetten waarbij een kiezer voor meer dan een kandidaat kon stemmen. Er waren drie zetels te verdelen en om in de eerste ronde gekozen te kunnen worden had een kandidaat de volstrekte meerderheid nodig (minstens 73 stemmen). Twee kandidaten voldeden aan die voorwaarde. Bij de 'herstemming' tussen Da Costa en Westerouen van Meeteren behaalde de twee kandidaten evenveel stemmen waardoor Da Costa won omdat deze ouder was.
Met ingang van het nieuwe zittingsjaar op 9 mei 1882 (2e dinsdag van mei) had de Koloniale Staten de volgende dertien leden:
| Naam                       | Gepland jaar van aftreding | Bijzonderheden                        |
| -------------------------- | -------------------------- | ------------------------------------- |
| D. Juda*                   | 1883                       | voorzitter                            |
| A. Salomons                | 1884                       | vicevoorzitter                        |
| A. d'Angremond*            | 1883                       | in 1883 opgevolgd door W. van Esveld* |
| H. Knoch*                  | 1883                       |                                       |
| J.F. Saile Vanier*         | 1883                       |                                       |
| G.H. Barnet Lijon          | 1884                       |                                       |
| M.S. van Praag             | 1884                       |                                       |
| J.F.A. Cateau van Rosevelt | 1886                       |                                       |
| C.J. Heylidy               | 1886                       |                                       |
| C. van Lier                | 1886                       |                                       |
| H. Barnett                 | 1888                       |                                       |
| A.J. da Costa              | 1888                       |                                       |
| A.H. de Granada            | 1888                       |                                       |

* = benoemd door de gouverneur